# Установка программного обеспечения
Установка программного обеспечения — процесс установки программного обеспечения на компьютер конечного пользователя. Выполняется особой программой (пакетным менеджером), присутствующей в операционной системе (например, RPM, APT или dpkg в Linux, Установщик Windows в Microsoft Windows), или же входящим в состав самого программного обеспечения средством установки. В операционной системе GNU очень распространено использование системы GNU toolchain и её аналогов для компиляции программного обеспечения непосредственно перед установкой.
Некоторые программы не требуют процесса установки. 

## Обзор
Большинство программ поставляются для продажи и распространения в сжатом (упакованном, см.: Архив) виде. Для нормальной работы они должны быть распакованы, а необходимые данные правильно размещены на компьютере, учитывая различия между компьютерами и настройками пользователя. 
В процессе установки выполняются различные тесты на соответствие заданным требованиям, а компьютер необходимым образом конфигурируется от зависимостей, проверяя, есть ли в системе необходимые для работы данной программы пакеты, а в случае успешной установки регистрируя новый пакет в списке доступных.
Так как данный процесс является различным для каждой программы и компьютера, то многие программы (включая сами операционные системы) поставляются вместе с универсальным или специальным установщиком — программой, которая автоматизирует большую часть работы, необходимой для их установки.
Некоторые программы написаны таким образом, что устанавливаются простым копированием своих файлов в нужное место, а самого процесса установки как такового нет. Про такие программы говорят, что они «не требуют установки». Это распространено среди программ для Mac OS X, DOS и Microsoft Windows. 
Существуют операционные системы, которые не требуют установки, и, таким образом, могут быть напрямую запущены с загрузочного диска (компакт- или DVD-диска, флешки), не оказывая воздействия на другие операционные системы, установленные на компьютере пользователя. Примером такой операционной системы является Knoppix или Mac OS 1-9.
Данный термин также распространяется на плагины, драйверы, патчи и программные файлы, которые сами по себе не являются программами.
Обычные операции, выполняемые в процессе установки программного обеспечения, включают создание или изменение:
- используемых и неиспользуемых совместно программных файлов.
- каталогов.
- записей конфигурационных файлов, используемых одной программой, или совместно.
- переменных среды.

## Возможные варианты установки
- Установка вручную — установка выполняется без установщика или со значительным количеством операций, вручную выполняемых пользователем.
- «Тихая» установка — установка, в процессе которой не отображаются сообщения или окна[1]; «тихая установка» не является синонимом «автоматическая установка», хотя часто ошибочно используется в этом значении.
- Автоматическая установка — установка, которая выполняется без вмешательства со стороны пользователя, исключая, конечно, сам процесс её запуска. Процесс установки иногда требует взаимодействия с пользователем, который управляет процессом установки, делая выбор: принимая пользовательское соглашение, настраивая параметры, указывая пароли и так далее. В графических средах могут использоваться инсталляторы, которые предоставляют так называемого Мастера установки, однако и они зачастую предоставляют параметры командной строки, позволяющие выполнить полностью автоматическую установку.
- Самостоятельная установка — установка, которая не требует начального запуска процесса. Например, Vodafone Mobile Connect USB Modem (и пр. подобные беспроводные модемы), который устанавливается при подключении к флешки к USB-порту компьютера, без необходимости в ручном запуске.
- Удалённая установка — установка, которая выполняется без использования монитора, подсоединённого к компьютеру пользователя (в частности, выполняемая на компьютере без видеовыхода вообще). Это может быть контролируемая установка с другой машины, соединенной через локальную сеть (тонкий клиент) или посредством последовательного кабеля. Автоматическая и удалённая установки являются обычными операциями, выполняемыми системными администраторами.
- «Чистая» установка — установка, выполняемая в отсутствие таких факторов, которые могут изменяться от программы к программе. Ввиду сложности типичной установки, имеется множество факторов, влияющих на её успешный исход. В частности, файлы, оставшиеся от предыдущей установки этой же программы, или нестабильное состояние операционной системы могут привести к неправильной установке и работе программы. Для исключения этого используется чистая установка.
- Непосредственная установка — установка программы, выполняемая с её копии на жестком диске (называемой flat copy), а не с самого оригинального носителя (обычно компакт- или DVD-диск). Это может быть полезным в ситуациях, когда целевая машина не способна справиться с произвольным доступом для чтения с оптических дисководов во время выполнения задач, вызывающих большую загрузку процессора, как, например, при установке программ.

## Программа установки
Программа установки, установщик или инсталлятор (англ. installer) — это программа, которая устанавливает программное обеспечение на компьютер. Некоторые установщики специально сделаны для установки содержащихся в них файлов, другие же являются универсальными и работают, считывая содержимое комплекта программного обеспечения, которое необходимо установить.
Различия между системой управления пакетами и установщиком:
| Package Management System                            | Installer                                                |
| ---------------------------------------------------- | -------------------------------------------------------- |
| Обычно часть операционной системы                    | Каждый продукт поставляется вместе со своим установщиком |
| Использует одну базу данных для установки            | Производит свою установку                                |
| Может проверять и управлять всеми пакетами в системе | Работает только со связанным продуктом                   |
| Один производитель                                   | Много производителей                                     |
| Один формат пакета                                   | Много форматов установщика                               |

### Распространенные программы установки

#### Семейство Windows
Наиболее популярным форматом для семейства Windows NT является установочный пакет MSI, который устанавливается посредством Установщика Windows. 
Компании, производящие средства для создания инсталляторов: InstallShield (InstallShield Wizard), Macrovision (InstallAnywhere), Wise Solutions, Inc., SetupBuilder, InstallBuilders (Smart Install Maker). Большинство из этих средств могут создавать как пакеты MSI, так и свои собственные пакеты.
Бесплатными альтернативами являются NSIS, Actual Installer Free, Clickteam Install Creator, Inno Setup, Install Simple, а также инструментальные средства от Microsoft (WiX).

#### Семейство UNIX
Большинство дистрибутивов операционных систем на базе GNU, Linux и BSD имеет встроенные системы управления пакетами, с помощью которых можно устанавливать как необходимые компоненты операционной системы, так и стороннее программное обеспечение, зачастую даже если оно использует собственный установщик, которым это не предусмотрено.

#### Семейство Maс OS
Mac OS X (позднее macOS) также использует систему управления пакетами. Некоторые коммерческие приложения для Mac OS X используют отдельный установщик, например, Installer VISE или Stuffit InstallerMaker. Приложения, которые не нуждаются в установке дополнительных компонентов системы, могут быть установлены посредством простого копирования файлов приложения в нужное место на жестком диске. Mac OS X также включает отдельное приложение для обновления программ Apple Software Update (также известное как команда оболочки softwareupdate), но оно поддерживает только программное обеспечение продуктов Apple.

#### Программы установки и архиваторы
Некоторые архиваторы (например WinRAR, WinZip, 7-Zip и другие) также позволяют создавать установщики (самораспаковывающийся архив).
Некоторые операционные среды — например, Windows NT (по умолчанию) и Xfce 4 (по желанию пользователя), содержат функцию автоматического запуска определённой программы, находящейся на носителе (автозапуск), при его вставке в устройство чтения.

## Удаление установки («деинсталляция»)
- Деинсталлятор[англ.]